# İzmit Belediyespor
L'İzmit Belediyespor è una squadra di pallacanestro femminile con sede ad İzmit, in Turchia.
Fondata nel 1995, partecipa alla Kadınlar Basketbol Süper Ligi.